# Lophiodon
Lophiodon es un género extinto de mamíferos perisodáctilos que vivieron durante el Eoceno en Europa.

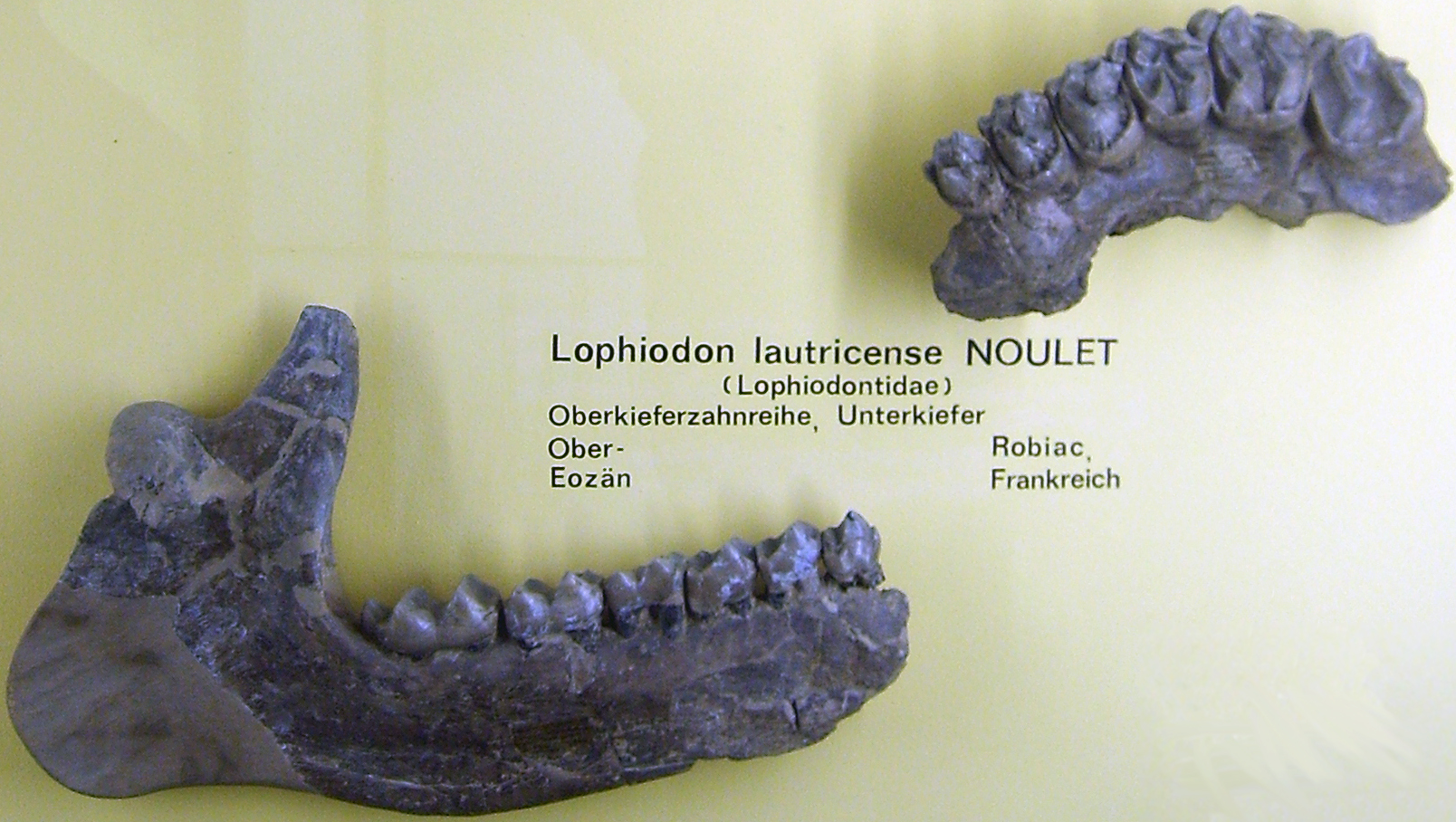
Maxilares de Lophiodon lautricense en el Museum für Naturkunde, Berlín.

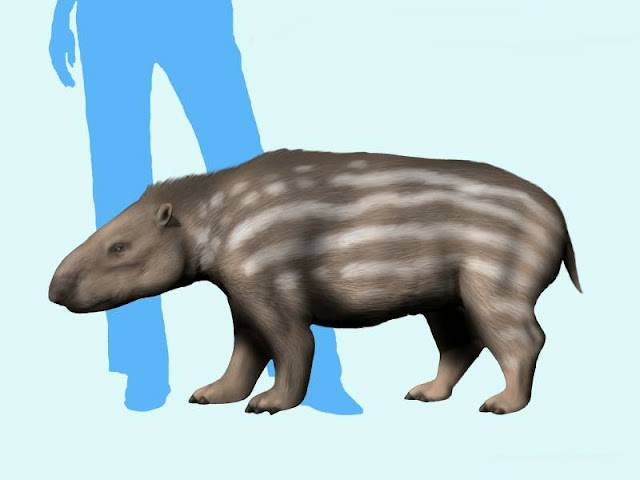